# Лока (община Копер)
Вижте пояснителната страница за други значения на Лока.
Лока (на словенски: Labor) е село в Словения, Обално-крашки регион, община Копер. Според Националната статистическа служба на Република Словения през 2002 г. селото има 76 жители.